# Grupo de Artillería de Montaña 8
El Grupo de Artillería de Montaña 8 «Coronel Pedro Regalado de la Plaza» (GAM 8) es una unidad táctica de artillería del Ejército Argentino con asiento de paz en la guarnición militar de Uspallata y con dependencia orgánica de la VIII Brigada de Montaña. Fecha de aniversario de la Unidad 2 de diciembre.
Su dotación es de cañones OTO Melara Modelo 56.

## Historia
En 1814 el capitán Pedro Regalado de la Plaza asumió el cargo de comandante general de la Artillería en Mendoza, responsabilizándose de la preparación de la artillería que debía hacer el Cruce de los Andes por los pasos de Uspallata y Los Patos.
En 1892 se recreó en la Provincia de San Juan como Regimiento de Artillería de Montaña N.º 1. En 1947 se radicó en Uspallata. En 1964 cambió su nombre por «Grupo de Artillería de Montaña 8».
En 1975 el GAM 8 envió personal en comisión al Operativo Independencia para formar la Fuerza de Tareas «Chilavert». También envió personal en comisión al departamento Maipú en operaciones de seguridad.
En 1989 el Grupo 8 realizó una salida de 45 días al terreno. El 21 de noviembre la unidad estableció una posición en la cima del cerro Montura (5250 m), desde donde abrieron fuego.
Desde 1992, personal de esta unidad participó en las operaciones de las Fuerzas de paz de las Naciones Unidas en Croacia y Chipre.

## Condecoraciones
Cordón, medalla y escudo de Maipú
Medalla y escudo de Pazco
Medalla al Ejército y Escuadra Libertadora al Perú
Medalla de Plata por el Operativo Independencia
Medalla y Escudo de Chacabuco

## Actualidad
El 24 de octubre de 2024 el Ejército Argentino recibió en donación el sable del teniente primero post mortem Francisco Gerónimo Ibáñez (oficial de artillería fallecido en la expedición argentina al Dhaulagiri en 1954) para su custodia y exhibición en el Museo Histórico del GAM 8.

## Organización
- Jefe
- Plana Mayor
- Batería de Artillería A
- Batería de Artillería B
- Batería Comando y Servicios